# 1816 na ciência

## Nascimentos
| Data           | Nome                        | Profissão   | Nacionalidade                         | Observações                                      | Ref         |
| -------------- | --------------------------- | ----------- | ------------------------------------- | ------------------------------------------------ | ----------- |
| 24 de novembro | William Crawford Williamson | naturalista | Reino Unido da Grã-Bretanha e Irlanda | m. 1895 Medalha Real 1874 Medalha Wollaston 1890 | [ 1 ] [ 2 ] |

## Mortes
| Data | Nome | Profissão | Nacionalidade | Observações | Ref |
| ---- | ---- | --------- | ------------- | ----------- | --- |